# Пйотр Ібрагім Кальвас
Пйотр (Пьотр) Ібрагі́м Ка́львас (пол. Piotr Ibrahim Kalwas; нар. 4 листопада 1963) — польський письменник і журналіст. Найбільше відомий своїми книгами і репортажами про сучасний мусульманський світ для кількох польських видань, зокрема для «Газети Виборчої». Двічі номінований на літературну премію «Ніке».

## Біографія
Пйотр Кальвас народився у 1963 році у Польщі у сім'ї католиків; його батьком є юрист і колишній міністр юстиції Польщі Анджей Кальвас. У молодості Пйотр Кальвас був учасником молодіжної субкультури панків. Навчався в університеті, але був відрахований, після чого заробляв на життя випадковими роботами. Згодом займався бізнесом, а також був серед сценаристів популярного польського серіалу 1990-их років «Справи Кепських» (у книзі «Салам» Кальвас охарактеризував «Справи Кепських» як «найтупіше шоу в історії польського телебачення»).
У 2000 році, після тривалих подорожей Азією та Африкою, Кальвас прийняв іслам і взяв друге ім'я Ібрагім. За твердженням самого Кальваса, його релігійні погляди близькі до суфізму, хоч він і не є суфієм. У 2008 році переїхав до Єгипту разом з дружиною і сином, кілька років проживав у Александрії. Життя і робота Кальваса в Єгипті стали головною темою його літературної діяльності — репортажів для польських медіа та кількох книг, зокрема «Єгипет: харам, халяль». Кальвас прожив у Єгипті вісім років, однак після виходу книги «Єгипет: харам, халяль» виїхав із цієї країни через побоювання про особисту безпеку і безпеку своєї сім'ї з огляду на критичність його книги і репортажів до єгипетського суспільства.
Наразі він проживає у місті Гоцо на Мальті. Одружений, має сина Хасана. Є вегетеріанцем.

## Творчість
Наразі Пйотр Ібрагім Кальвас є автором дев'яти книг:
- «Салам» (пол. Salam, 2003) — про молодість і навернення до ісламу[1].
- «Час» (пол. Czas, 2005) — про перебування в Еритреї. Була номінована на премію «Ніке» 2006 року[2].
- «Двері» (пол. Drzwi, 2006).
- «Rasa mystica» (2008) — про подорожі Індією.
- «Дім» (пол. Dom, 2010) — про Єгипет.
- «Таріка» (пол. Tarika, 2012) — про події після революції в Єгипті[5].
- «Мендзижеч» (пол. Międzyrzecz, 2013).
- «Єгипет: харам, халяль» (пол. Egipt: haram halal, 2015) — репортажі про сучасне єгипетське суспільство. Була номінована на премію «Ніке» 2016 року.
- «Архіпелаг іслам» (пол. Archipelag Islam, 2018).

Українською мовою перекладена одна книга Кальваса — «Єгипет: харам, халяль», яка вийшла у 2018 році у видавництві репортажної літератури «Човен» (перекладач — Лесь Белей).